# Case di terra della Fraschetta
(Giuseppe Del Rosso, "Dell'economica costruzione delle case di terra". Opuscolo diretto agli industriosi possidenti e abitatori dell'agro toscano. Da un Socio della R. Accademia de' Georgofili di Firenze. Firenze 1793 presso J.A. Bouchard)
Le case di terra della Fraschetta si trovano nell'omonima area delimitata tra Alessandria, Tortona e Novi Ligure in Piemonte. La Fraschetta (Fraschèta in alessandrino), nei secoli passati è stato un lembo di territorio sotto il dominio dei duchi di Milano ricco, appunto, di frasche.

## La storia delle case di terra della Fraschetta
Le case di terra della Fraschetta sono anche definite trunere. Si pensa che il termine trunera prenda il nome da trò o tròn che in alessandrino significa mattone in terra cruda. Tale definizione non è supportata da fonti etimologiche attendibili o sufficienti ed è di uso recente. Pare molto probabile che sia un'invenzione accademica. La modalità di costruzione delle case in terra nell'area dell'alessandrino non ha storicamente una definizione propria, ma le case semplicemente vengono definite in dialetto cà d' tèra.

## Ecomuseo "Tron e Trunere. Ecomuseo della terra cruda"
È attualmente in fase di approvazione da parte della Regione Piemonte l'ecomuseo "Tron e Trunere. Ecomuseo della terra cruda".
La proposta di costituzione dell'ecomuseo "Tron e Trunere. Ecomuseo della terra cruda" è dettata dalla necessità di integrare alcune progettualità specifiche che il territorio ha espresso autonomamente. I tre soggetti promotori hanno sottoposto al vaglio della commissione giudicatrice regionale nel gennaio del 2006 i propri progetti; ad ogni proposta è stata riconosciuta una valenza e connotazione specifiche, sebbene il comune denominatore su cui tutte e tre fondano la loro candidatura sia il patrimonio architettonico locale in terra cruda. Da ciò la rilettura, rielaborazione e ridefinizione della proposta ecomuseale in forma congiunta avvenuta nel gennaio 2009. Nello specifico gli attori coinvolti sono il Comune di Bosco Marengo (Alessandria), il Comune di Novi Ligure (Alessandria) e l'Associazione “Amici della Biblioteca della Fraschetta” di Spinetta Marengo (Alessandria); il coordinamento dei lavori, almeno per questa prima fase interlocutoria e d'eventuale avvio, è affidato alla Provincia di Alessandria, con referente l'Assessorato alla Cultura e l'Assessorato alla Pianificazione Territoriale, quale appunto soggetto coordinatore pro-tempore.

## Normativa
Le trunere sono protette dalla L.R. del Piemonte 2/2006, il comune di Novi Ligure fa parte dell'Associazione Nazionale Città della Terra Cruda dal 2004.

## Galleria d'immagini

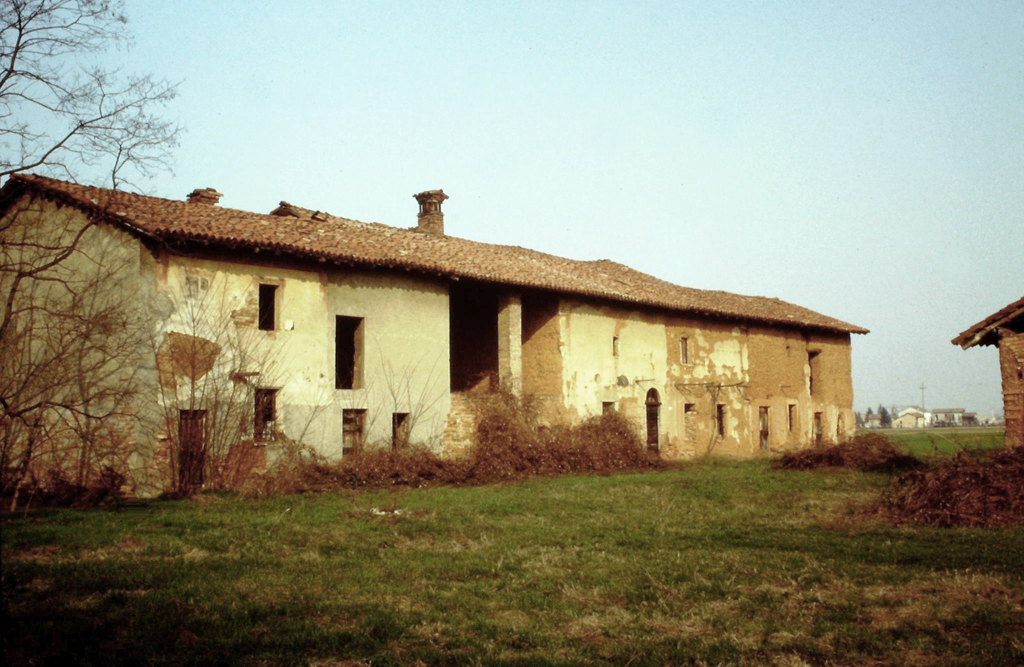
Cascinòt Zerba presso la frazione dei Cascinali Pagella di Alessandria
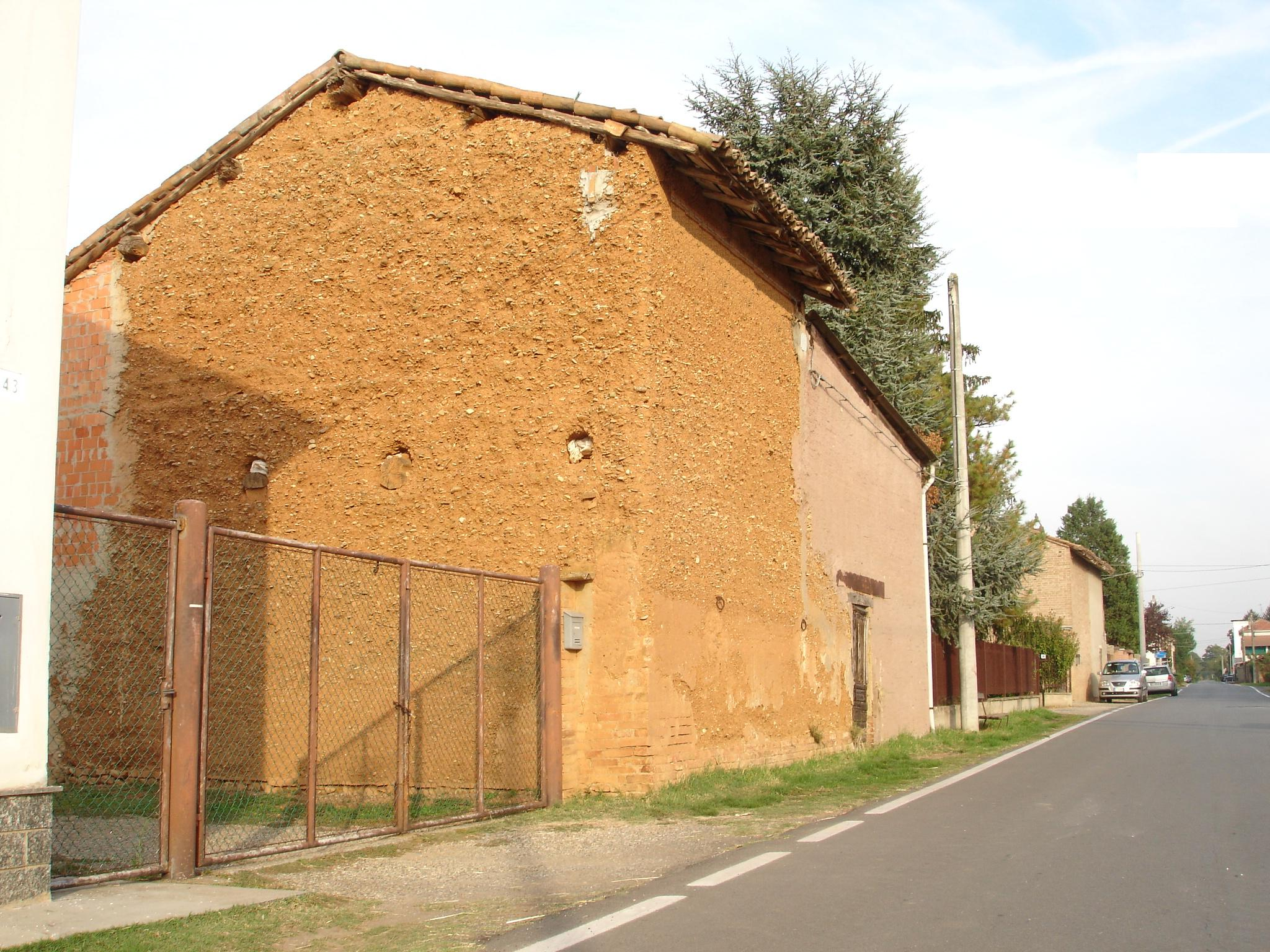
Una casa di terra presso la frazione di San Giuliano Nuovo di Alessandria